# Nezisková organizace
Nezisková instituce nebo nezisková organizace je organizace (někdy i právnická osoba), která nevytváří zisk k přerozdělení mezi své vlastníky, správce nebo zakladatele. Zisk sice může vytvořit, ale musí ho zase vložit zpět do rozvoje organizace a plnění jejího poslání. Neziskové organizace tedy nejsou obchodní společností ani jiným podnikatelským subjektem. Zakládají se za účelem uspokojení konkrétních potřeb občanů a komunit. Prostor pro neziskové organizace je proto značně široký, patří sem jak různé organizační složky státu, dobrovolná sdružení a spolky nebo i neziskové organizace typu obchodních společností (družstva, společenství vlastníků jednotek).
Existuji však i jiné definice neziskových organizací.

## Dělení neziskových organizací
V praxi rozlišujeme nejčastěji rozdělení na dvě hlavní skupiny neziskových organizací:
- Nestátní (nevládní) neziskové organizace (NNO nebo NGO z anglického Non-governmental organization). První slovo označení je kalkem anglického slova „non-governmental“, které znamená, že organizace není zřízena nejen státem, ale ani lokálním governmentem, tedy lokálním veřejnoprávním subjektem (např. obcí, krajem, zemí, župou atd.). V politickém kontextu se používá zejména pro občanská sdružení aktivně zasahující do veřejných záležitostí, ale zahrnuje samozřejmě i občanská sdružení (spolky) sloužící k soukromé realizaci skupinových zájmů a krom občanských sdružení i další nepodnikatelské právní formy, například obecně prospěšné společnosti, nadace a nadační fondy, církve a jiné náboženské společnosti atd.
- příspěvkové organizace státu a jiných veřejnoprávních korporací (obcí, krajů atd.)

### Další dělení
Neziskové organizace můžeme dělit také podle dalších kritérií:

#### Kritérium zakladatele
- veřejnoprávní organizace - organizace založené veřejnou, tj. státní správou nebo samosprávou, např. příspěvkové organizace

- soukromoprávní organizace - organizace založené soukromou fyzickou nebo právnickou osobou, např. spolky, nadace, účelová zařízení v církvi

- veřejnoprávní instituce - organizace, kde je výkon veřejné služby dán jako povinnost ze zákona, např. veřejná vysoká škola)

#### Kritérium globálního charakteru poslání
- veřejně prospěšné organizace - jsou založeny za účelem produkce veřejných a smíšených statků uspokojujících potřeby veřejnosti, např. ekologie, zdravotnictví, vzdělávání apod.

- vzájemně prospěšné organizace - jsou založeny za účelem vzájemné podpory skupin občanů, které jsou spjaty společným zájmem. Jejich posláním je uspokojování vlastních zájmů, které jsou však ve vztahu ke společnosti korektní a neodporují zájmům druhých občanů. Jde např. o aktivity v oblasti kultury, realizaci profesních zájmů, ochranu zájmů určitých skupin apod.

#### Kritérium financování
- organizace financované zcela z veřejných rozpočtů (organizační složky státu a územních celků)
- organizace financované zčásti z veřejných rozpočtů, které mají na příspěvek legislativní nárok (příspěvkové organizace, vybrané spolky, politické strany a hnutí)
- organizace financované z různých zdrojů, z darů, sbírek, sponzoringu, grantů, vlastní činností apod.
- organizace financované zejména ze svých vlastních příjmů

## Počet neziskových organizací
Nestátních neziskových organizací v dubnu 2017 bylo v České republice registrováno celkem 129 947. Celkový počet všech neziskových institucí dosáhl v České republice v roce 2018 čísla 141 814, v roce 2019 se jejich počet zvýšil na 150 162.